# Arge ustulata
Arge ustulata una especie de mosca sierra del género Arge, de la familia Argidae.

## Distribución
Se distribuye por región paleártica.